# Écrire une histoire nouvelle de l'Europe
Le Labex EHNE (Écrire une histoire nouvelle de l’Europe) est un laboratoire de recherche français dont l’activité vise à réinsérer l’histoire de la construction européenne dans l’histoire générale de l'Europe. Il est constitué d’équipes issues de la faculté des lettres de Sorbonne Université, de l’université Paris 1 Panthéon-Sorbonne (Paris 1) et de l’université de Nantes.

## Historique
Le ministère de l’Enseignement supérieur et de la recherche a validé ce projet en février 2012 comme l’un des 71 lauréats de la deuxième vague des « Laboratoires d’excellence »,  (LabEx).

## Direction
- Éric Bussière (2012-2018)
- Olivier Dard (2018-)[4]

## Objectif
L’objectif principal du projet EHNE est d’éclairer la crise de solidarité que connaît l’Europe depuis 2008 en construisant une histoire rénovée de l’Europe. Ce projet s’adresse aux citoyens, aux enseignants du secondaire, aux étudiants et aux chercheurs. Il aborde à la fois les grands enjeux actuels et les débats historiographiques les plus contemporains.
Le projet, engagé pour huit ans (2013-2020), réunit des chercheurs français en coopération avec des réseaux européens et internationaux. Il est porté par six laboratoires partenaires issus de trois établissements (universités Paris-Sorbonne, Paris 1 Panthéon-Sorbonne et de Nantes) :
- Centre André-Chastel
- UMR Sorbonne - Identités, relations internationales et civilisations de l’Europe (SIRICE)[8]
- Institut des sciences de la communication du CNRS (ISCC)
- Centre d’histoire du XIXe siècle
- Centre de recherches en histoire internationale et atlantique (CRHIA)[9]
- Centre Roland Mousnier[10]

L’équipe du LabEx EHNE est composée d'une centaine de chercheurs, dirigés par Éric Bussière.

## Thèmes de recherche
Sept thèmes de recherche ont été définis pour atteindre l’objectif du LabEx EHNE :
- L’Europe comme produit de la civilisation matérielle : étude des infrastructures dans les domaines de la communication, de l’énergie et de la mobilité des personnes et des marchandises comme leviers de la création d’une identité européenne mise en réseau. Ce thème couvre l’histoire des entrepreneurs, ingénieurs, commerçants et autres experts qui façonnent, par leurs activités nationales ou transnationales, l’Europe des flux[12].
- L’Europe dans une épistémologie du politique : analyse et comparaison des modèles, concepts et pratiques politiques au sein de l’espace européen. Les recherches s’attachent à offrir une approche transversale tant au niveau spatial que chronologique par une ouverture aux autres disciplines telles que le droit, la sociologie, les sciences politiques ou encore l’anthropologie.
- L’humanisme européen ou la construction d’une Europe « pour soi », entre affirmation et crise identitaires : compréhension de l’histoire de l’Europe par le biais de la culture, de l’identité et de la religion. Les travaux portent sur les origines de la notion même d’Europe et les influences gréco-romaines comme élément d’unité culturelle. Ils s’intéressent également à la circulation des idées et des personnes dans un espace défini par des identités religieuses ainsi qu’à la notion de paix comme élément fondateur de l’Europe culturelle.
- L’Europe, les Européens et le monde : étude de la définition de l’identité européenne à travers les relations avec le monde. Pour comprendre l’impact du reste du monde sur l’Europe et de celui de l’Europe sur le monde, les recherches portent sur les relations, notamment coloniales, les échanges culturels ou commerciaux ainsi que les migrations.
- L’Europe des guerres et des traces de guerre : analyse de l’importance des guerres dans la construction de l’Europe. La guerre est étudiée dans toutes ses dimensions. Une attention particulière est portée sur les suites des conflits, leurs impacts sur les sociétés européennes, les mémoires et la construction du rapport entre vainqueur et vaincu[13].
- Genre et Europe : analyse des rapports entre les genres en Europe, et plus spécifiquement de la place du genre et en particulier des femmes dans la conception de l’espace européen, dans les institutions communautaires, ou encore dans les guerres[14]. S’inscrivant dans une démarche transversale qui englobe histoire sociale, politique et culturelle, les recherches portent plus largement sur la manière de vivre l’Europe en tant qu’européen ou européenne.
- Traditions nationales, circulations et identités dans l’art européen : étude de l’art comme facteur d’émergence d’une identité culturelle de l’Europe depuis le Moyen Âge. Un intérêt tout particulier est accordé à trois aspects : la géographie comme facteur de convergences ou divergences artistiques, l’historiographie comme sujet de représentation et l’institutionnalisation du patrimoine européen.

## Activités

### Encyclopédie
Destinée à un large public, et tout particulièrement aux enseignants du secondaire, l'encyclopédie numérique Encyclopédie d'histoire numérique de l'Europe (EHNE) est organisée autour des sept axes de recherche du LabEx EHNE et est composée d’articles structurants et d’articles plus factuels. Ces articles, synthétiques et problématisés, mettent l’accent sur des sujets, des périodes, des espaces et des acteurs peu connus.
Durant l'été 2015, une convention tripartite en lien avec l'Institut historique allemand (IHA) a été signée en vue d'un travail commun avec l'encyclopédie allemande Europäische Geschichte Online (EGO).

### Publications
Le LabEx EHNE publie ses recherches dans deux collections :
- Histoire nouvelle de l’Europe chez Nouveau Monde.
- Pour une histoire nouvelle de l’Europe chez Peter Lang.

### Manifestations scientifiques et autres
Les sept axes du LabEx EHNE participent et organisent autour de leur thème de recherche de nombreux colloques, séminaires, journées d’études et tables rondes, comme en 2014, en 2015, et en 2016.
Le 28 janvier 2016, le Labex EHNE collabore au colloque De Gaulle, Coudenhove-Kalergi, les gaullistes et l’Europe, au Sénat puis le  26 février 2016, il participe à une manifestation organisée par la Fondation Charles de Gaulle dans le cadre de l'année Malraux et en hommage à la revue Liberté de l'esprit.

### Présence dans les médias
Les membres du LabEx EHNE participent régulièrement à des émissions radio tant pour parler de leurs recherches scientifiques que pour évoquer leur travail au sein du LabEx. 
Ainsi dans le cadre du Centenaire de la Première Guerre mondiale, du 5 juillet au 30 août 2014, des émissions hebdomadaires de Radio France internationale sont enregistrées en partenariat avec le laboratoire, notamment pour évoquer le rôle des femmes dans la Grande Guerre.  
En février 2016, une émission diffusée sur France Culture, évoquant le Protestantisme, a été également l'occasion de présenter l'encyclopédie EHNE. 
De même, au premier trimestre 2016, la revue Allemagne d'aujourd'hui publie les travaux du Labex EHNE sur le thème Sous le signe de la stabilité et de la sécurité : quelle stratégie pour l'Allemagne fédérale en Europe dans les années 1980 ?.
L'encyclopédie EHNE a également été présentée dans des articles de presse comme dans le magazine l'Histoire. Par ailleurs, elle a fait l'objet d'une mention dans la revue en ligne Historiens et Géographes de l'Association des professeurs d'histoire et de géographie.

### Participation à un MOOC
En 2016, le Labex EHNE participe notamment au MOOC Summer School Ukraine, sur le thème de la guerre et des conflits violents dans les sociétés socialistes et post-socialistes.

### Le fonds Colbert
Un ensemble de photographies sur plaques de verre destiné à la projection a été découvert par une enseignante dans les réserves du lycée Colbert dans le 10e arrondissement de Paris, entreposé dans une quarantaine de boîtes de bois au fond d'un placard poussiéreux. 
Ce fonds, composé de 1816 plaques de verre, est constitué de photographies de la France, de l’Europe et des colonies européennes. Il permet de voir une représentation française du monde de la Belle Époque.

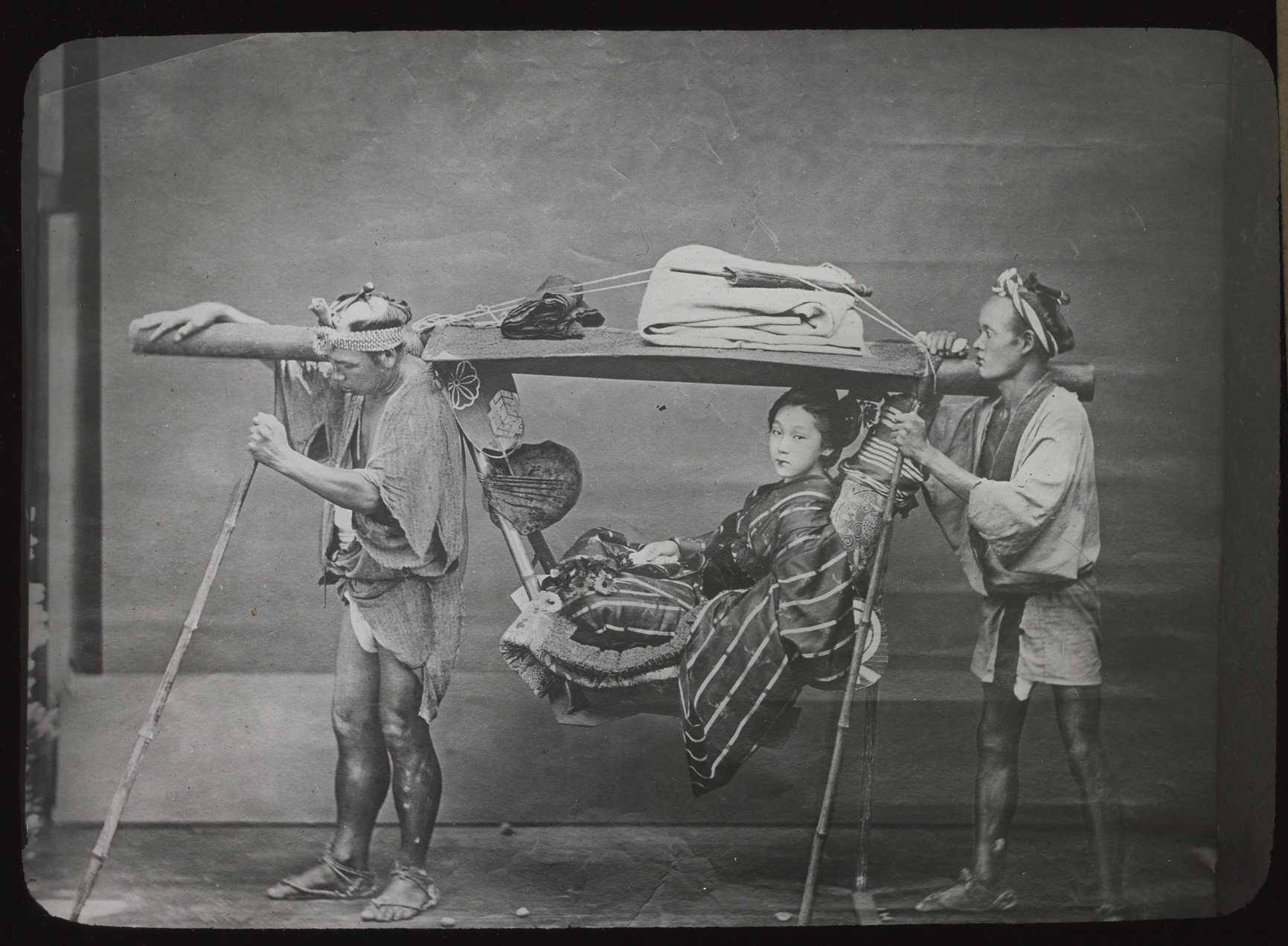
Un Kago Japonais, image du fonds Colbert

Après des recherches menées tout d'abord par le lycée Colbert puis par le Labex EHNE, il est avéré que le fonds provient des ateliers Molteni à Paris qui, sous l'impulsion d'Alfred Molteni - neveu du fondateur-, crée dans les années 1870 un fonds de photographies prises à travers le monde par des amis photographes. Dès les années 1880, Alfred Molteni fait éditer des catalogues commerciaux des vues sur verre. En 1884 les ateliers Molteni proposent à la vente plus de 8 000 titres de vues sur plaque de verre et à la fin du XIXe siècle ce seront plus de 60 000 plaques. Alfred Molteni revend l'entreprise en 1899 à la firme Radiguet & Massiot. Le fonds Colbert a été édité par Radiguet & Massiot et date donc probablement d'après 1899. Sur l'impulsion de Jules Ferry, alors ministre de l'Instruction Publique, et de son directeur de l'enseignement primaire, Ferdinand Buisson, les projections lumineuses se démocratisent dans les écoles : plus de 8 000 boîtes de projections sont prêtées dans toute la France, et un musée pédagogique de collection de plaques fondé. Augustin Bessou, enseignant au lycée Colbert, serait à l'origine de l'utilisation du fonds dans l'établissement. Le fonds Colbert est constitué à vingt six pour cent de représentations de la France, dix huit pour cent de l'empire colonial Français du début du XXe siècle, trente cinq pour cent de l'Europe et dix huit pour cent du reste du monde.
Le LabEx EHNE a fait numériser l’intégralité du fonds et le propose en libre accès sur le site ehne.fr. À terme, chacune des plaques sera accompagnée d’une analyse scientifique. Le fonds a fait l’objet d’une première exposition « L’Europe en 1900 » réalisée par les élèves du lycée Colbert en mai 2014. Cette exposition itinérante a été par la suite présentée à la Sorbonne et à la Maison de l’Europe à Nantes. 
Le fonds a été également présenté dans le cadre de l’exposition « Lumineuses projections » (1er avril 2016-31 janvier 2017), organisée au musée national de l’Éducation de Rouen.

## Ouvrages
- Yves Bouvier et Léonard Laborie, L’Europe en transitions. Énergie, mobilité, communication XVIIIe – XXIe siècles, Paris, Nouveau Monde, coll. « LabEx EHNE », 2016[38].
- Corine Defrance, Catherine Horel et François-Xavier Nérard, Vaincus ! Histoire de défaites, Europe XIXe – XXIe siècles, Paris, Nouveau Monde, coll. « LabEx EHNE », 2016[39].
- Marie Bouhaïk-Gironès, Tatiana Debbagi Baranova et Nathalie Szczech  (dir.), Usages et stratégies polémiques en Europe (XIVe-premier XVIIe siècles), Peter Lang, collection "Labex EHNE", 2016[40].
- Éric Anceau, Olivier Dard et Didier Musiedlak (dir.), Être nationaliste à l'ère des masses en Europe (1900-1920), Bruxelles, Peter Lang, coll. « Pour une histoire nouvelle de l’Europe », 2017.